# Біляївський район
Біля́ївський райо́н — колишній район Одеської області України. Районний центр — місто Біляївка (з 2016 р. до складу району не входило). Заснований 1923 року Біляївський район — займав територію площею 1492 км² (4,5 % загальної території області). Був розташований у центральній частині Одеської області, прилягав до м. Одеса та був приміським районом. Після ліквідації району його територія в повному складі увійшла до новоствореного Одеського району.

## Географія

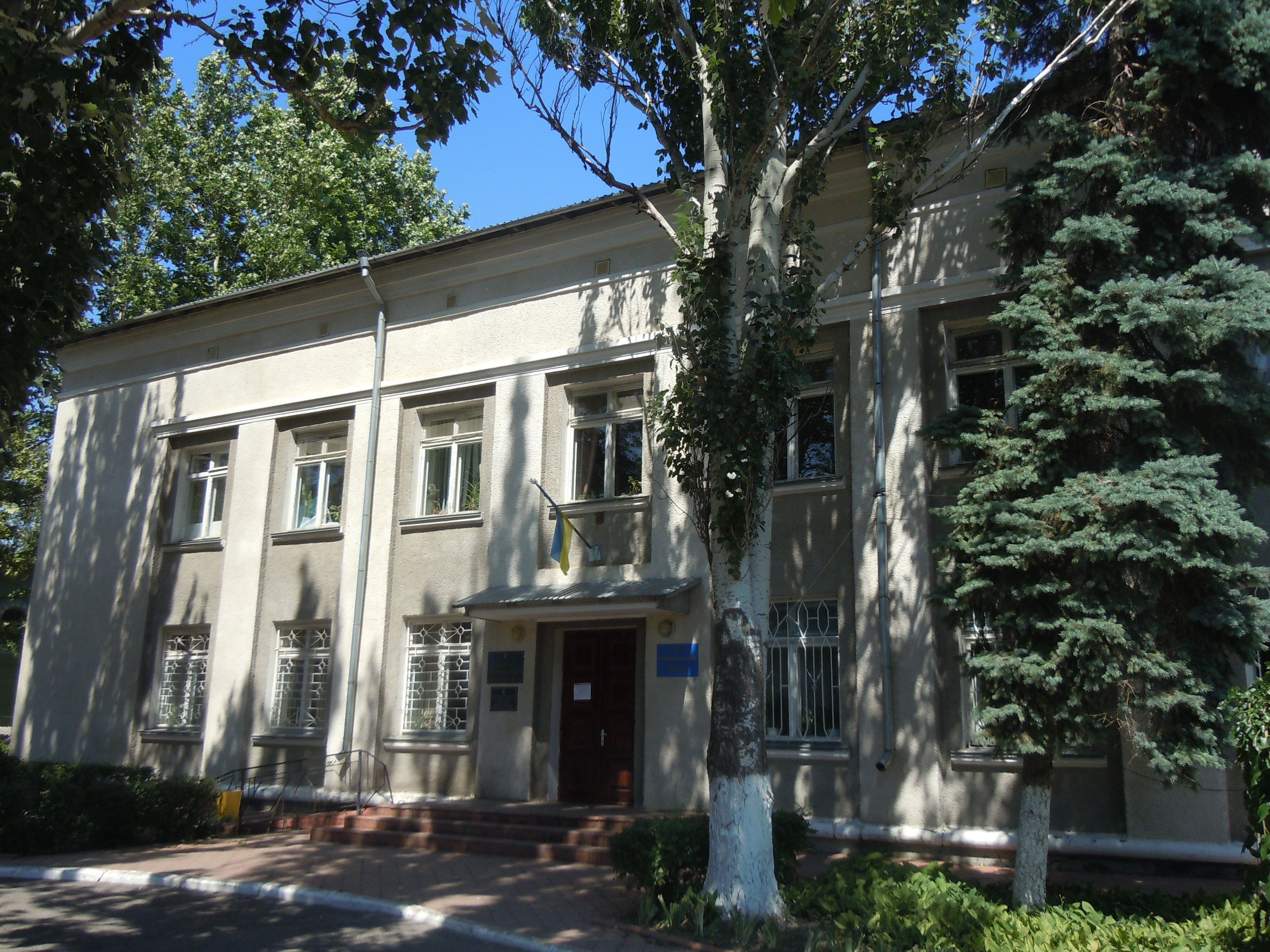
Будинок районної ради та Управління освіти Біляївської РДА у м. Біляївка

На півночі та північному сході район межував з Іванівським і Лиманським районами, на південному сході — з Овідіопольським районом, на заході — з Молдовою (Придністров'я) та на північному заході — з Роздільнянським районом.
Природні умови території колишнього Біляївського району характеризуються рівнинним рельєфом, посушливим степовим кліматом, наявністю значних залежів будівельного каменю, піску, цегляної, керамзитової та карбонатної сировини, розмаїттям Хаджибейського та Куяльницького солоних лиманів, відомих своїми цілющими грязями, а також річок Дністер та Турунчук, чималих за розмірами озер, багатих на рибу та раки. Головним природним багатством Біляївського району були його земельні ресурси, що представлені чорноземними ґрунтами з високою родючістю, які у сполученні з теплим степовим кліматом формують високий агропромисловий потенціал району.

## Населення
Розподіл населення за віком та статтю (2001):
| Стать | Всього | До 15 років | 15-24 | 25-44  | 45-64  | 65-85 | Понад 85 |
| --- | ------ | ----------- | ----- | ------ | ------ | ----- | -------- |
| Чоловіки | 49 664 | 9968        | 8883  | 15 628 | 11 570 | 3518  | 97       |
| Жінки | 55 056 | 9592        | 8137  | 15 878 | 14 121 | 6818  | 510      |
| \| Статево-вікова піраміда \| Статево-вікова піраміда \| Статево-вікова піраміда \| \| ----------------------- \| ----------------------- \| ----------------------- \| \| Чоловіки \| Вік \| Жінки \| \| 97 \| 85 + \| 510 \| \| 162 \| 80-84 \| 648 \| \| 544 \| 75-79 \| 1605 \| \| 1270 \| 70-74 \| 2283 \| \| 1542 \| 65-69 \| 2282 \| \| 2967 \| 60-64 \| 3937 \| \| 1816 \| 55-59 \| 2518 \| \| 3107 \| 50-54 \| 3594 \| \| 3680 \| 45-49 \| 4072 \| \| 4089 \| 40-44 \| 4300 \| \| 3865 \| 35-39 \| 3978 \| \| 3645 \| 30-34 \| 3562 \| \| 4029 \| 25-29 \| 4038 \| \| 4143 \| 20-24 \| 4003 \| \| 4740 \| 15-20 \| 4134 \| \| 4125 \| 10-14 \| 3934 \| \| 3218 \| 5-9 \| 3131 \| \| 2625 \| 0-4 \| 2527 \| |        |             |       |        |        |       |          |
| Статево-вікова піраміда |        |             |       |        |        |       |          |
| Чоловіки | Вік    | Жінки       |       |        |        |       |          |
| 97 | 85 +   | 510         |       |        |        |       |          |
| 162 | 80-84  | 648         |       |        |        |       |          |
| 544 | 75-79  | 1605        |       |        |        |       |          |
| 1270 | 70-74  | 2283        |       |        |        |       |          |
| 1542 | 65-69  | 2282        |       |        |        |       |          |
| 2967 | 60-64  | 3937        |       |        |        |       |          |
| 1816 | 55-59  | 2518        |       |        |        |       |          |
| 3107 | 50-54  | 3594        |       |        |        |       |          |
| 3680 | 45-49  | 4072        |       |        |        |       |          |
| 4089 | 40-44  | 4300        |       |        |        |       |          |
| 3865 | 35-39  | 3978        |       |        |        |       |          |
| 3645 | 30-34  | 3562        |       |        |        |       |          |
| 4029 | 25-29  | 4038        |       |        |        |       |          |
| 4143 | 20-24  | 4003        |       |        |        |       |          |
| 4740 | 15-20  | 4134        |       |        |        |       |          |
| 4125 | 10-14  | 3934        |       |        |        |       |          |
| 3218 | 5-9    | 3131        |       |        |        |       |          |
| 2625 | 0-4    | 2527        |       |        |        |       |          |

На території району проживали представники 71 національності та народності. У національному складі населення переважну більшість становили українців — 78,5 % загальної кількості населення, росіяни — 11,73 %, молдовани — 2,5 %, болгари — 0,7 %, білоруси — 0,5 %, вірмени — 0,3 %, гагаузи — 0,15 %, цигани — 0,3 % та інші.
За переписом 2001 року розподіл мешканців району (включно з райцентром) за рідною мовою був таким:
- українська — 80,26 %
- російська — 16,87 %
- молдовська — 1,25 %
- болгарська — 0,23 %
- вірменська — 0,22 %
- білоруська — 0,19 %
- гагаузька — 0,05 %

У Біляївському районі переважали середні та великі населені пункти. Всього в районі нараховувалося 52 населених пункти, які входили до 20 сільських рад, а також смт Хлібодарське, населення яких станом на 2015 рік становило 93 49 осіб (разом з 11 891 мешканцем тоді ще міста районного підпорядкування Біляївки), з них міського — 14 289 (з Біляївкою), сільського — 79 460 осіб.

## Транспорт
Важливу роль в розвитку району відігравала розвинена транспортна інфраструктура. Допоміжні споруди, під'їзні шляхи, сервісні пункти, вантажні термінали, мережа автозаправних станцій (понад 40 одиниць) на автомобільних дорогах району, довжина яких становить 960,5 км, з них автошляхів з твердим покриттям — 540,9 км. Територією району проходили автошляхи регіонального та міжнародного значення E95М05 (Одеса-Київ), E87 (Одеса — Рені — Бухарест), E58 та E581, а також залізнична магістраль Одеса — Київ із залізничними станціями Дачне та Вигода, відстань від якої до районного центру — 26 км.
Наявність повноводої річки Дністер, артезіанських свердловин, водонасосної станції «Дністер», яка подає 600—650 тис. м³ води на добу, розташованої в місті Біляївка, та розвиненої мережі водогонів надають можливість у повному обсязі забезпечували питною водою населені пункти району та міста Одеса.

## Сільське господарство
З 149,2 тис. га загального земельного фонду району 102,7 тис. га (63,8 %) становили сільськогосподарські угіддя, з них рілля — 91,3 тис. га, багаторічні насадження — 5,1 тис. га, сади — 33 тис. га, виноградники — 1,6 тис. га.. В аграрному секторі району функціонувало понад 230 фермерських господарств і 70 сільськогосподарських підприємств ринкового типу. У 2011 році було зібрано 122,4 тис. тонн зернових культур, 11,9 тис. тонн соняшника та 236,8 тис. тонн овочів. За даними управління підприємницької та інвестиційної діяльності Біляївської РДА у 2016 році у районі функціонувало 206 фермерських господарств.
Жнива 2016 року розпочли з 24 червня. При середній урожайності зернових і зернобобових культур 33,0 ц/га валовий збір зернових і зернобобових (без кукурудзи на зерно) становив 106,2 тис. тонн.
Найвищу урожайність зернових культур було отримано в:
ПП Зелена Енергія-Агро — 82 ц/га (озима пшениця), 78 ц/га (озимий ячмінь);
ТОВ ВКАФ Маяки — 45,3 ц/га (ярий ячмінь);
ПСП Злагода — 53,6 ц/га (горох);
ДП Дослідне господарство СГ Причорномор'я НААНУ — 43,5 ц/га (овес);
Станом на 10 жовтня 2016 року валове виробництво соняшнику становило 25 963 т, при урожайності 21,7 ц/га, кукурудзи на зерно зібрано — 752 т, при урожайності 10,7 ц/га.
Валовий збір овочів становив 9,08 тис. тонн, при урожайності 168 ц/га.

### Тваринництво
Станом на 1 січня 2012 року валове виробництво молока становило 14,2 тис. тонн. Поголів'я великої рогатої худоби налічувало 53 тис. голів. Вирощування м'яса в живій вазі за 2011 році становило 4,8 тис. тонн. Вихідне поголів'я свиней в цілому по території — 11,3 тис. голів. Виробництво яєць становило 17,5 млн штук. В районі розведенням птиці займалися лише підсобні господарства населення та фізичні особи приватні підприємці. В районі функціонували племінні репродуктори:
- ДПДГ «Покровське» — з розведення Української чорно-рябої молочної породи ВРХ,
- ДПДГ «Южний» — з розведення Великої білої породи свиней.

Загалом у галузі спостерігалася тенденція стабільного розвитку та виробництва тваринницької продукції, чисельності поголів'я тварин в господарствах усіх форм власності на території району. За 9 місяців 2016 року за всіма категоріями господарств району вироблено:
- молока 11,99 тис. тонн, що на 42 тонни більше, ніж торік, темп зростання виробництва молока становить 100 %;
- яєць 12,3 млн шт., що на 45,6 тис. шт. або на 0,4 % менше показників аналогічного періоду минулого року.

Реалізовано м'яса 2719 тонн, темп зростання виробництва становив 100 %. Станом на 1 жовтня 2016 року в районі поголів'я великої рогатої худоби налічувало 6,3 тис. голів. У районі налічувалося 11,8 тис. голів поголів'я свиней. Поголів'я овець і кіз станом на 1 жовтня 2016 року становило 3858 голів.
Рибне господарство
Виловом риби протягом 2011 року займалися 7 підприємств району, якими виловлено 847,4 тонн риби. На 2016 рік виловом займалися 11 підприємств і за 9 місяців 2016 загальний обсяг вилову становив 4046 ц.
Обсяг вилову риби (ц)
| №  | Назва підприємства      | 9 місяців 2015 р. | 9 місяців 2016 р. |
| 1. | РСК «Придністровець»    | 1198              | 1221              |
| 2. | ПП «Дністер»            | 178               | 191               |
| 3. | ПП «Маяки 2007»         | 316               | 386               |
| 4. | ТОВ «Палійово»          | 42                | 300               |
| 5. | ПП «Блакитна хвиля»     | 126               | 507               |
| 6. | ПП «Циркон-Т»           | 94                | 267               |
| 7. | ПП «Мрія»               | 109               | 331               |
| 8. | ТОВ «Одесрибгосп»       | 80                | 159               |
| 9  | «Чорноморець-ОВ»        | 249               | 310               |
| 10 | ДП «Регіональний центр» | 2                 | 59                |
| 11 | ТОВ «Меркурій-аква»     | 105               | 315               |
|    | РАЗОМ:                  | 2499              | 4046              |

## Промисловість
Промисловість відігравала значну роль у структурі господарського комплексу. На території району було розташовано понад 50 промислових підприємств, які займалися видобутком корисних копалин, переробкою та виробництвом харчових продуктів, напоїв, виробництвом мінеральної продукції, транспортних засобів та іншої продукції.
Питома вага надходжень від суб'єктів малого підприємництва до Зведеного бюджету за січень — вересень 2011 року становила 77,9 %, або 71507,1 тис. грн.. Станом на 1 січня 2012 року на обліку в органах державної реєстрації перебувало 9268 осіб, з них: 1663 — юридичних осіб та 7605 фізичних осіб-підприємців. З метою спрощення процедур започаткування бізнесу в районі діяв дозвільний центр. На території району функціонувало понад 620 об'єктів роздрібної торгівлі, 94 підприємства ресторанного господарства та 15 ринків. Станом на 1 квітня 2016 року на обліку в органах державної реєстрації перебувало 8,325 осіб, з них: 2117 — юридичних осіб та 6208 фізичних осіб-підприємців.

## Освіта
У районі діяло 36 навчальних закладів, із них 1 початкова школа, 7 шкіл І-ІІ ступенів, 24 школи І-III ступенів, 4 навчально-виховних комплексів. 29 дошкільних навчальних закладів відвідувало 2343 дітей із загальної кількості дітей 3351. Функціонувало два позашкільні заклади: Будинок дитячої та юнацької творчості та дитячо-юнацька спортивна школа.

## Культура

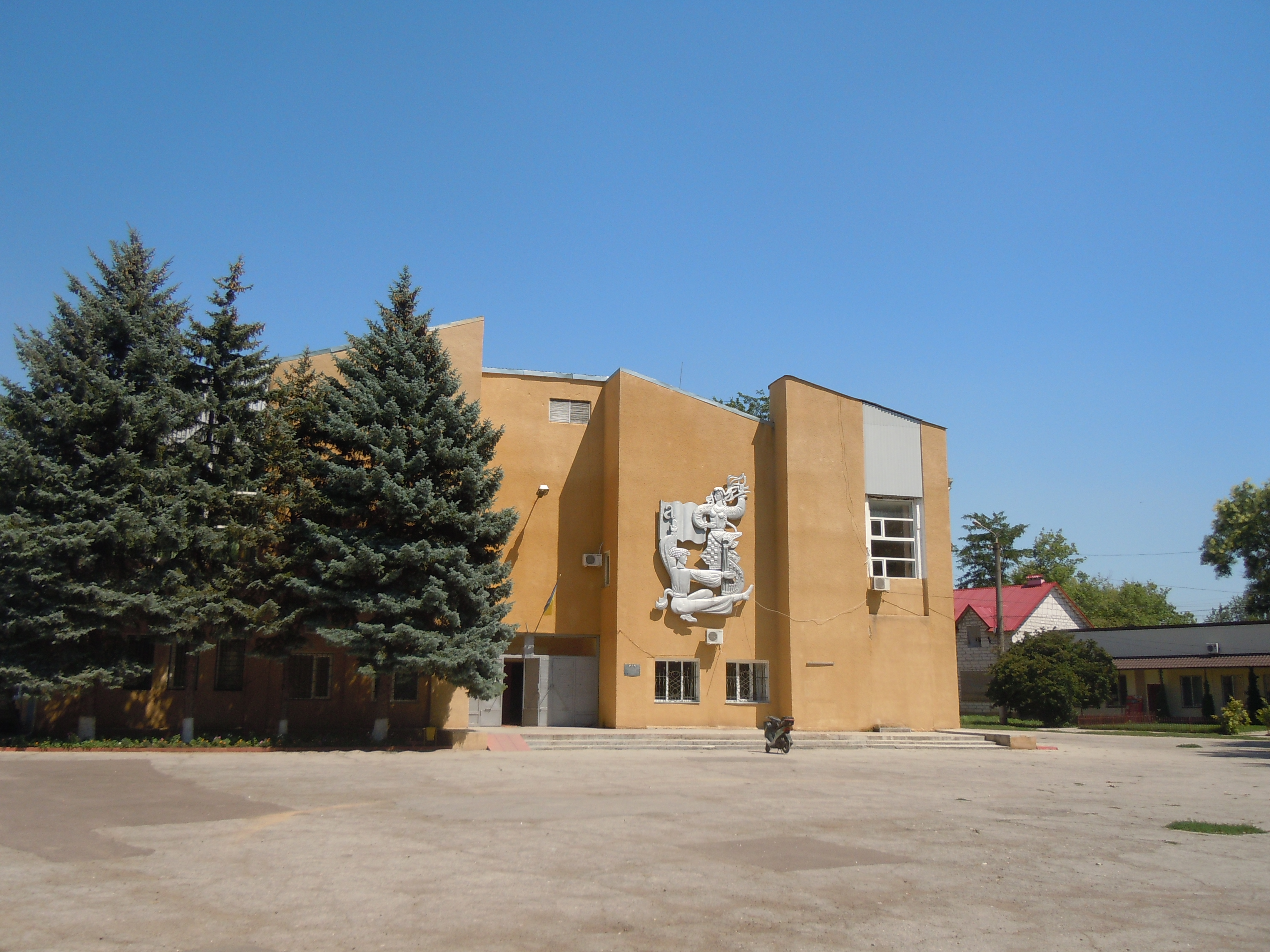
Біляївський будинок культури

У районі функціонувала мережа закладів культури, яка налічувала 40 закладів, з яких 22 сільських Будинків культури, один районний Будинок культури, один міський Будинок культури, 16 сільських клубів, 41 бібліотеку (книжковий фонд району налічував 566.9 тис. екземплярів книг), 2 дитячі музичні школи, 2 музеї.
Початкову музичну освіту діти району отримували у Біляївській школі естетичного виховання та її 5 філіях (в селах Маяки, Троїцьке, Секретарівка, Василівка, Мирне) і Нерубайській), та у школі мистецтв, в яких навчалися 343 дітей. У районі працювало понад 219 колективів художньої самодіяльності, 6 із них мали звання «народний».

## Релігія
У Біляївському районі діяло 55 релігійних організацій і три благодійні місії. Домінуючою конфесією було православне християнство — налічувалося 29 релігійних громад, що становить 58 % їх загальної кількості. Від 1998 року православ'я в районі було розділено на юрисдикції. У селах Августівка, Мирне та Радісне діяли православні церкви Київського патріархату, у селищі Хлібодарське — Українська автокефальна православна церква. У селі Дачне з 2000 року діяв єдиний в районі Римо-Католицький прихід.
Протестантські церкви були представлені 20 громадами (40 %) і 6-ма конфесіями, а саме: Християни Віри Євангельської, Євангельські Християни Баптисти, Ради Церков Євангельських Християн Баптистів, Свідки Єгови, Адвентисти сьомого дня, Євангелічно-лютеранська церква.

## Охорона здоров'я
Лікувально-профілактичні потреби населення Біляївського району забезпечувалося в 37 закладах охорони здоров'я, потужністю на 465 ліжок стаціонару. Мережа лікувально-профілактичних закладів були представлені Біляївською центральною районною лікарнею, 4 дільничними лікарнями (5 з яких загальної практики -сімейної медицини), 15 амбулаторіями загальної практики—сімейної медицини та 17 ФАПами. Медичну допомогу населенню району надавали 180 лікарів і 492 середніх медичних працівники. Здійснювалися заходи з виконання регіональних і комплексних районних програм в галузі охорони здоров'я.

## Політика
25 травня 2014 року відбулися Президентські вибори України. У межах Біляївського району була створена 61 виборча дільниця. Явка на виборах становила — 39,95 % (проголосували 33 960 із 85 000 виборців). Найбільшу кількість голосів отримав Петро Порошенко — 41,43 % (14 069 виборців); Сергій Тігіпко — 20,01 % (6 796 виборців), Юлія Тимошенко — 6,86 % (2 331 виборців), Вадим Рабінович — 6,58 % (2 235 виборців), Михайло Добкін — 3,91 % (1 328 виборців). Решта кандидатів набрали меншу кількість голосів. Кількість недійсних або зіпсованих бюлетенів — 3,47 %.